# Annectacarus africanus
Annectacarus africanus är en kvalsterart som beskrevs av Balogh 1961. Annectacarus africanus ingår i släktet Annectacarus och familjen Lohmanniidae. Inga underarter finns listade i Catalogue of Life.